# Waltheof de Northumbrie
Pour les articles homonymes, voir Waltheof.
Waltheof Siwardson dit de Huntingdon ou Waltheof II de Northumbrie (vers 1050 – 31 mai 1076, Winchester), fut le dernier comte anglo-saxon d'Angleterre, maintenant sa position pratiquement dix ans après la conquête normande de l'Angleterre. Il fut comte de Huntingdon (et de Northampton) (1065-1075), et comte de Northumbrie (1072-1075).

## Période anglo-saxonne
Il est le second et plus jeune fils de Siward de Northumbrie († 1055), comte de Northumbrie, et d'Elfleda (ou Ælfflæd), fille du comte Ealdred de Bamburgh.
En 1054, son père, sur les encouragements de son neveu Malcolm Canmore, ou, selon certaines sources, d'Édouard le Confesseur et du Witan, envahit l'Écosse par mer et par terre, afin de soutenir Malcolm, fils de Duncan Ier d'Écosse, contre le roi Macbeth. Siward écrase les Écossais et leurs alliés Normands et ravage le royaume. Son frère aîné Osbeorn est tué durant une bataille décisive dans le Perthshire le 27 juillet 1054. Quand son père meurt l'année suivante, il devient le seul héritier mâle de sa lignée. La Northumbrie est donnée par le roi à Tostig Godwinson, car Waltheof est trop jeune pour pouvoir gérer cette marche vitale du royaume Anglo-saxon.
Il passe probablement les dix années suivantes en partie à la cour royale. En 1065, alors qu'il doit avoir 15 ans, la Northumbrie se révolte contre Tostig, et le comté passe à Morcar. La partie basse de la Northumbrie, qui comprend une partie du sud-est des Midlands, est certainement alors donnée à Waltheof. Il existe des preuves indirectes qu'il a été fait comte avec contrôle sur les comtés d'Huntingdon et Northampton, et peut-être sur les comtés Bedford et Cambridge. Toutefois, il est anachronique de dire que Waltheof est alors « comte de Huntingdon ».

## Après la conquête normande

### Soumissions et révolte
En 1066, Waltheof est un modeste propriétaire foncier avec des domaines dans huit comtés (principalement dans l'Huntingdonshire, Northamptonshire, Leicestershire, Rutland et Lincolnshire). Il semble assez influent, et beaucoup de petits propriétaires fonciers se sont mis sous sa protection. En octobre 1066, les Normands débarquent dans le sud du royaume. Après leur victoire à la bataille d'Hastings, ils débutent la conquête de l'Angleterre.
Son implication dans les batailles de 1066 est inconnue, mais à la fin de l'année, il se soumet à Guillaume le Conquérant. Il est accepté par le roi probablement parce qu'il est l'un des rares Anglo-Saxons qui n'appartient pas à la faction de Godwin. Il est emmené comme otage en Normandie avec Edwin, Morcar et l'archevêque de Cantorbéry Stigand, et gardé là jusqu'à la pentecôte de 1068,. Quand l'armée envoyée par Sven II de Danemark débarque dans le nord de l'Angleterre en 1069, il se joint à eux avec Edgar Atheling, espérant pouvoir rétablir la position occupée par son père. Il prend part à l'attaque sur York dans laquelle il s'illustre. 
D'après la Chronique anglo-saxonne, durant cette attaque, les Normands se réfugient d'abord dans leurs deux châteaux, puis tentent une sortie et sont décimés par les alliés du nord. Waltheof est dit avoir été le héros de cette bataille, décapitant de nombreux Normands avec sa hache au fur et à mesure qu'ils sortaient du château. Cet événement provoque la dévastation du nord de l'Angleterre, durant laquelle Guillaume le Conquérant applique la politique de la terre brûlée au fur et à mesure qu'il remonte vers le nord du royaume.
Waltheof se soumet à nouveau après le départ des Danois en 1070, et le Conquérant lui pardonne et le restaure dans ses anciennes fonctions de comte. Espérant acheter sa loyauté, et le lier plus fermement à la cause normande, il lui fait épouser Judith, sa nièce,. Il continue à acquérir des domaines fonciers et possède probablement autour de 200 seigneuries, principalement dans l'est des Midlands. Il n'est toutefois pas un important propriétaire foncier.
En 1072, Guillaume le Conquérant lui donne la Northumbrie qui a été confisquée à Gospatrick. Cela augmente considérablement sa fortune et sa puissance, avec des terres immenses au nord de la Tees et dans le Yorkshire. Cependant le territoire est toujours très agité après la campagne de terre brûlée de 1069-1070. Il y a en plus de nombreux ennemis. D'après la Chronique anglo-saxonne, il poursuit alors une vengeance familiale. En 1016, Uchtred le Hardi, comte de Northumbrie, avait été assassiné par un autre noble nommé Thurbrand, avec la probable complicité du roi Knut le Grand. Thurbrand est à son tour tué par Ealdred, le fils et héritier d'Uchtred, qui est lui aussi assassiné par Carl, le fils de Thurbrand. La mère de Waltheof était la fille d'Ealdred, et en représailles Waltheof venge son arrière-grand-père et son grand-père en tuant plusieurs des fils de Carl.

### Déchéance
En 1075, Waltheof est impliqué dans une conspiration contre le roi, orchestrée par Ralph de Gaël, le comte de Norfolk et Roger de Breteuil, le comte d'Hereford. Une version des événements est qu'il est au courant de cette conspiration, mais qu'il ne la rapporte pas au roi assez vite. Une autre version relate qu'il prête serment de garder le secret, et qu'il se confie immédiatement auprès de l'archevêque Lanfranc, et ensuite, en Normandie, à Guillaume lui-même. 
Ses actions ne sont pas connues avec certitude, bien qu'il soit pratiquement certain qu'il ne se révolte pas ouvertement. Toutefois, Guillaume le Conquérant le juge très impliqué et, de retour en Angleterre avec le roi à la Noël 1075, il est arrêté. Il est jugé à la cour royale, et sa femme est témoin à charge. Les juges n'étant pas d'accord entre eux, l'affaire se prolonge et Waltheof est emprisonné dans la prison royale de Winchester. Bien que défendu par Lanfranc, il est condamné à mort, et le 31 mai 1076, il est décapité sur la colline de Saint-Gilles près de Winchester. Orderic Vital raconte que le comte disait l'oraison dominicale, mais que le bourreau n'attendit pas son terme et lui trancha la tête, et que cette dernière prononça la fin de l'oraison,.
Deux semaines plus tard sa veuve demande qu'il soit enterré dans la salle capitulaire de l'abbaye de Crowland. Son comté est confisqué, et restauré seulement en 1087 en faveur de son gendre Simon Ier de Saint-Lis.

### Réputation et culte

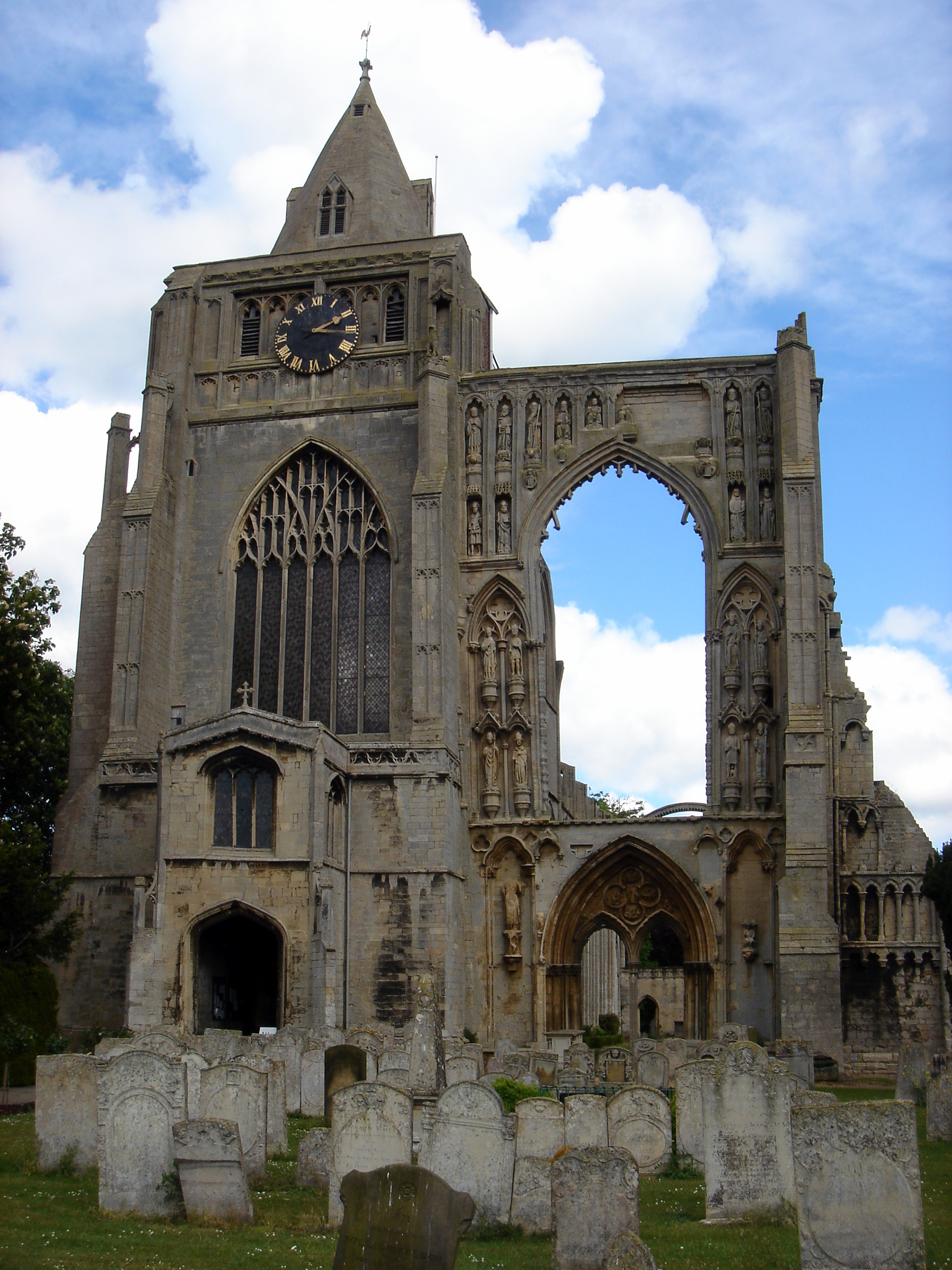
Abbaye de Crowland où se développe son culte.

Élevé plus haut qu'aucun autre parmi les conquis, il est le seul homme mis à mort pour raison politique par Guillaume le Conquérant. Sa mort demeure un mystère, car les raisons invoquées pour l'exécuter sont douteuses. Peut-être était-ce une réponse d'énervement du Conquérant face à sa difficulté à contrôler les Anglo-Saxons, dont l'allégeance ne semblait jamais ferme. Cet événement ne provoque aucune révolte, mais il renforce le sentiment nationaliste anglo-saxon.
Faible et peu fiable, Waltheof, comme son père, est décrit comme un homme d'une stature impressionnante. Dévoué et charitable, il est alors considéré par les Anglais comme un martyr. Le chroniqueur Vital relate que, seize ans après les faits, l'abbé de Crowland voulut transférer les ossements de Waltheof dans le nouveau chapitre de son église abbatiale. En ouvrant le cercueil, il trouve le corps dans l'état où il était le jour de son inhumation, sauf la tête qui est recollée au tronc. Il y a une marque rouge à l'endroit où le glaive du bourreau était passé. 
L'abbaye de Crowland, qui a bien sûr un intérêt financier à faire prospérer cette histoire, propage l'annonce de ce miracle, et des pèlerinages sur la tombe de Waltheof sont organisés. Il devient l'objet d'un culte, et des miracles de guérison sont dits s'être réalisés sur sa tombe, vers 1111. Orderic Vital est invité à Crowland et écrit une version des événements et de la fin de Waltheof. Au XIIIe siècle, son récit sert de base aux moines de Crowland pour écrire une œuvre sur la vie de Waltheof. Quelques années plus tard, il semble qu'il ait été réhabilité aux yeux des Anglo-Normands, car sa fille peut lui rendre hommage en utilisant son prénom pour nommer l'un de ses fils, le futur Waltheof de Melrose.
Durant les onze années qui suivent, Guillaume cesse d'être le Conquérant. Engagé dans de petites entreprises, il échoue dans toutes. Il est dit que c'est la malédiction de Waltheof qui s'est abattue sur lui. Waltheof est le dernier comte anglo-saxon, et le dernier à porter un titre de l'ère anglo-saxonne jusqu'à ce que le prince Edward, fils de la reine Élisabeth II, soit fait comte de Wessex en 1999, soit plus de 900 ans plus tard.

## Famille et descendance
En 1070, il épouse Judith de Lens (vers 1054 – après 1086), fille de Lambert II de Lens, comte de Lens, et d'Adélaïde de Normandie, comtesse d'Aumale, et demi-sœur du Conquérant.
Leurs filles :
- Mathilde ou Maud (vers 1072 – vers 1130), comtesse de Huntingdon, qui épouse Simon Ier de Saint-Lis, puis David Ier d'Écosse, futur roi d'Écosse ;
- Adelisa (entre 1073 et 1076 – après 1126), épouse Raoul III de Tosny († 1126), seigneur de Tosny et de Conches, fils de Raoul II de Tosny et d'Isabelle de Montfort.

Guillaume de Jumièges lui attribue une autre fille nommée Mathilde, épouse de Robert FitzRichard de Clare, mais il s'agit d'une erreur, elle est sa petite-fille, et la fille de Simon de Saint-Lis.

## Sources
- (en) C. P. Lewis, « Waltheof, earl of Northumbria (c.1050–1076) », dans Oxford Dictionary of National Biography, Oxford University Press, 2004 (lire en ligne ).
- « Waltheof », Christopher Tyerman, Who's Who in Early Medieval England, 1066-1272, Shepheard-Walwyn, 1996 (ISBN 0856831328), p. 20-21.
- (en) Comtes de Huntingdon.